# Иглезиаш, Мадалена
Мадалена Иглезиаш (порт. Madalena Iglésias, 24 октября 1939 — 16 января 2018) — португальская певица и актриса. Представляла Португалию на Евровидении 1966 года с песней «Ele e ela», заняв 13 место в финале.
Уроженка Лиссабона. Свою карьеру начала в качестве актрисы на телевидении в 1954 году. В дальнейшем часто участвовала в различных международных музыкальных фестивалях, переставляя там свою страну. В 1972 году вышла замуже за бизнесмена Фернандо Оливейра, после чего завершила карьеру и обосновалась с семьей в Венесуэле. С 1987 году проживала в Барселоне, где скончалась в одной из клиник в возрасте 78 лет.